# Dracy-lès-Couches

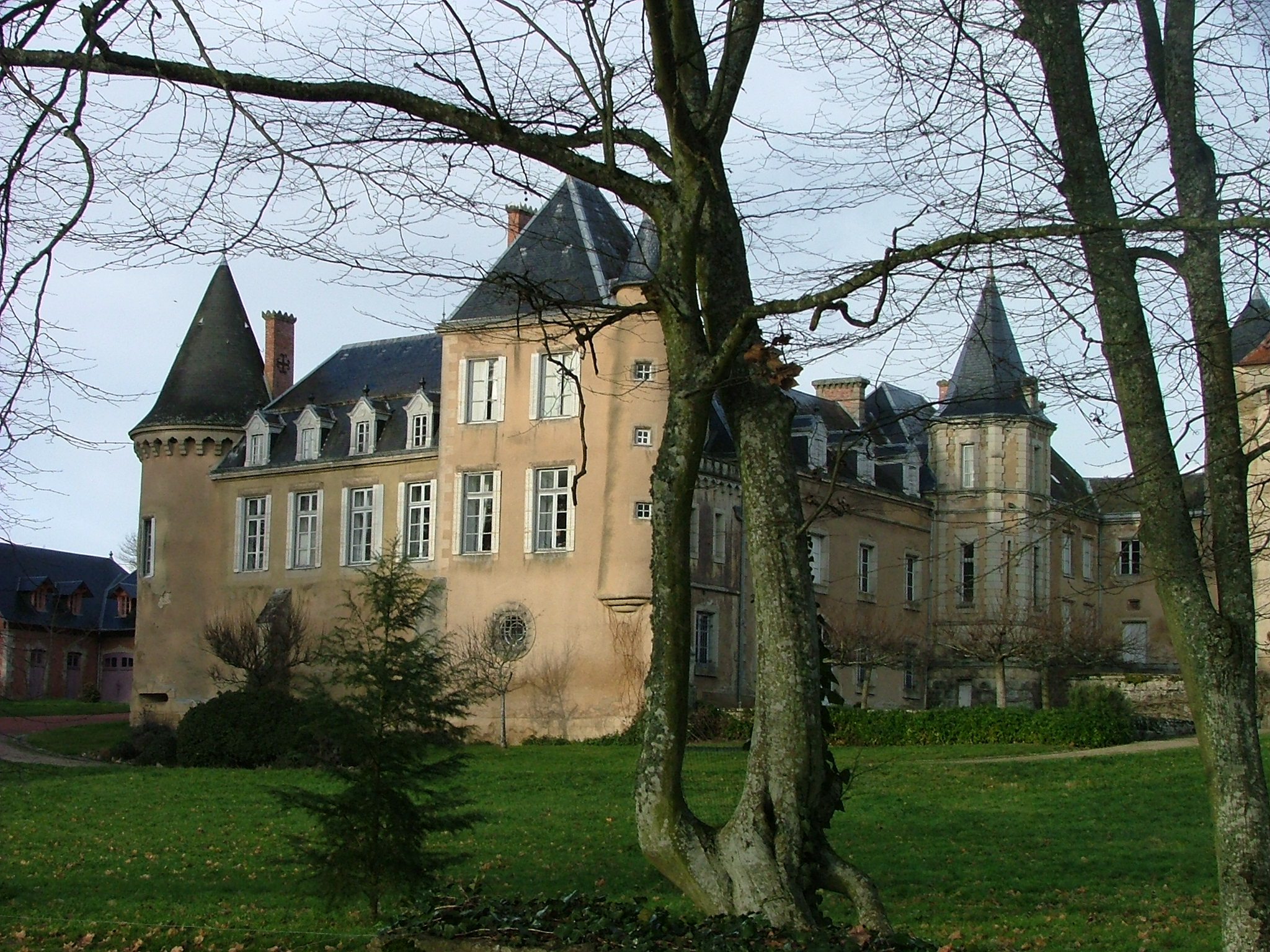
Kasteel

Dracy-lès-Couches is een gemeente in het Franse departement Saône-et-Loire (regio Bourgogne-Franche-Comté) en telt 183 inwoners (1999). De plaats maakt deel uit van het arrondissement Autun.

## Geografie
De oppervlakte van Dracy-lès-Couches bedraagt 8,4 km², de bevolkingsdichtheid is 21,8 inwoners per km².
De onderstaande kaart toont de ligging van Dracy-lès-Couches met de belangrijkste infrastructuur en aangrenzende gemeenten.

## Demografie
Onderstaande figuur toont het verloop van het inwonertal (bron: INSEE-tellingen).